# 井宿增十五
雙子座45，又名BD+16 1397，HD 54131、SAO 96535、HR 2684，是雙子座的一颗恒星，视星等为5.44，位于銀經200.47，銀緯10.86，其B1900.0坐标为赤經7h 2m 37.9s，赤緯+16° 10.86′ 26″。